# Fratelli (poesia)
Fratelli è una poesia scritta il 15 luglio 1916 (e successivamente rielaborata) dal poeta italiano Giuseppe Ungaretti, a Mariano, nei pressi del Carso. La poesia è contenuta in una raccolta chiamata "L'Allegria".
In questo testo, Ungaretti immagina che due gruppi di soldati si incontrino di notte e si chiedano l'un l'altro a che reggimento appartengano.

## Analisi
La poesia segue la filosofia dell'Ermetismo e di Ungaretti stesso, contenendo poche ed essenziali parole, che esprimono tutto ciò che il poeta ha dentro.
I versi sono liberi, ed Ungaretti ricorre all'enjambement per creare piccole pause nella lettura e generare tensione.
La parola "fratelli", continuamente ripetuta nel brano e nome di quest'ultimo, sembra esprimere una sorta di ribellione all'odio della guerra, e dimostra che nel momento dell'angoscia la fragilità dell'uomo va pari passo con la solidarietà.